# Missió: Impossible II
Missió: Impossible II (títol original en anglès: Mission: Impossible II) és una pel·lícula d'acció estatunidenca del 2000 dirigida per John Woo i protagonitzada per Tom Cruise i Thandie Newton. És el segon lliurament de la sèrie Missió: Impossible. Ha estat doblada al català.

## Argument
Ethan Hunt és reclutat per trobar i destruir una arma biològica perillosa anomenada "Quimera" d'un agent delinqüent del FMI anomenat Sean Ambrose amb l'ajuda de la seva nova núvia, Nyah Nordoff-Hall.

## Repartiment
- Tom Cruise com Ethan Hunt
- Thandie Newton com Nyah Nordoff-Hall
- Ving Rhames com Luther Stickell
- Dougray Scott com Sean Ambrose
- Brendan Gleeson com John C. McCloy
- Richard Roxburgh com Hugh Stamp
- John Polson com Billy Baird
- Radé Sherbedgia com Dr. Nekhorvich
- William Mapother com Wallis
- Dominic Purcell com Ulrich
- Mathew Wilkinson com Michael
- Anthony Hopkins com Mission Commander Swanbeck[2]

## Al voltant de la pel·lícula
Mission: Impossible 2 es va estrenar als cinemes de tot el món el 24 de maig del 2000. Va recaptar més de 546,4 milions de dòlars a tot el món, convertint-se en la pel·lícula més reeixida de l'any 2000. Les crítiques van ser mixtes a positives; els elogis van ser dirigits a l'actuació de Tom Cruise i les seqüències d'acció, però la trama i el diàleg van ser criticats.